# Yangdu
Yangdu (kinesiska: 洋渡) är en köping i sydvästra Kina. Den ligger i Zhong härad i storstadsområdet Chongqing, omkring 150 kilometer nordost om det centrala stadsdistriktet Yuzhong. Antalet invånare är 19 309. Befolkningen består av 9 622 kvinnor och 9 687 män. Barn under 15 år utgör 22,0 %, vuxna 15-64 år 62 %, och äldre över 65 år 15,0 %.